# Yrsa Sigurðardóttir
Yrsa Sigurðardóttir (ur. 24 sierpnia 1963 w Reykjavíku) – islandzka pisarka i inżynier, autorka powieści kryminalnych oraz literatury dla dzieci.

## Życiorys
W 1988 ukończyła inżynierię budowlaną na Uniwersytecie Islandzkim, w 1997 uzyskała dyplom magistra na Uniwersytecie Concordia w Montrealu. Pracowała przy budowie tamy Karahnjukur.
Debiutowała w 1998 powieścią dla dzieci Þar lágu Danir í því. Jest autorką serii kryminałów. W 2011 otrzymała za powieść Pamiętam cię (2010) nagrodę Blóðdropinn.

## Wydane powieści kryminalne
Cykl Thóra Gudmundsdóttir
- Trzeci znak (2005) - tłumaczenie Jacek Godek
- Weź moją duszę (2006) - tłumaczenie Jacek Godek
- W proch się obrócisz (2007) - tłumaczenie Jacek Godek
- Lód w żyłach (2008) - tłumaczenie Jacek Godek
- Spójrz na mnie (2009) - tłumaczenie Jacek Godek
- Statek śmierci (2011) - tłumaczenie Małgorzata Bochwic-Ivanovska

Cykl Freyja i Huldur
- Odziedziczone zło (2014) - tłumaczenie Agnieszka Klimko
- Porachunki (2015) - tłumaczenie z angielskiego Paweł Cichawa
- Rozgrzeszenie (2016) - tłumaczenie z angielskiego Paweł Cichawa
- Wzgórze wisielców (2017) - tłumaczenie z angielskiego Paweł Cichawa
- Diabelska lalka (2018) - tłumaczenie z angielskiego Paweł Cichawa
- Konsekwencje (2019) - tłumaczenie z angielskiego Paweł Cichawa

Inne
- Pamiętam cię (2010) - tłumaczenie Jacek Godek
- Niechciani (2012) - tłumaczenie Elżbieta Ptaszyńska-Sadowska
- Løgnen (2013)
- Bráðin (2020)